# بيير أوجرو
كان تشارلز بيير فرانسوا أوجرو، أول دوق لكاستيليوني (21 أكتوبر 1757 - 12 يونيو 1816)، جنديًا ولواءً ومارشال الإمبراطورية. بعد خدمته في حروب الثورة الفرنسية حصل على ترقية سريعة أثناء قتاله ضد إسبانيا وسرعان ما وجد نفسه قائد فرقة تحت قيادة نابليون بونابرت في إيطاليا. قاتل بامتياز كبير في جميع معارك بونابرت لعام 1796. وكلفه الإمبراطور نابليون بقيادات مهمة خلال الحروب النابليونية. انتهت حياته في ظروف غامضة بسبب توقيته السيئ في تغير ولائه بين نابليون ولويس الثامن عشر ملك فرنسا. كتب نابليون عن أوجرو أن «لديه الكثير من الميزات، والشجاعة، والحزم والنشاط؛ وهو معتاد على الحرب؛ ويحبه الجنود كثيرًا؛ ومحظوظ في عملياته.»

## سيرة حياته

### النشأة
ولد بيير أوجرو في ضاحية سان مارسو، باريس، وهو ابن بائع فواكه باريسي (أو خادم حسب بعض الروايات). جُند في الجيش في سن السابعة عشرة في فوج المشاة كلير، ولكن سرعان ما سُرح. والتحق لاحقًا بالفرسان. أصبح محاربًا ومبارزًا مشهورًا، لكنه اضطر إلى الفرار من فرنسا بعد أن قتل ضابطًا في مشاجرة. تنقل في مختلف أنحاء أوروبا خلال الـ 13 سنة التالية. ادعى أنه قد خدم في الجيش الروسي ضد الإمبراطورية العثمانية، وأنه كان حاضرًا في حصار إزماييل كرقيب. بعد فراره. جُند في فوج مشاة هنري أمير بروسيا وقال إنه خدم في حرس المشاة الوطني البروسي أيضًا. فرّ من خلال تدبير عملية هروب جماعي ووصل إلى حدود ساكسونيا حيث درس المبارزة.
أصدر لويس السادس عشر ملك فرنسا عام 1781عفوًا عن الفارين، لذا عاد أوجرو إلى وطنه الأم. التحق بسلاح الفرسان عام 1784، وبعد خدمته في الدرك أرسل إلى مملكة نابولي كجزء من مهمة عسكرية. أثناء وجوده في نابولي، هرب مع غابرييل غراتش وسافر العاشقان إلى البرتغال حيث أمضيا الأعوام من 1788حتى 1791. بعد اندلاع الثورة الفرنسية، سجن البرتغاليون أوجرو باعتباره أجنبيًا خطيرًا. ولكن، أقنعت غابرييل السلطات بطريقة ما بالإفراج عن زوجها وعاد الزوجان إلى فرنسا. في سبتمبر 1792، انضم أوجرو إلى وحدة سلاح الفرسان التطوعية، الفيلق الألماني، ولكن لا يوجد دون دليل على ذلك إذ يزعم أوجرو أن الأوراق اُخذت منه خلال محاكم التفتيش البرتغالية.

### حروب الثورة الفرنسية
أرسلت وحدة أوجرو لإخماد التمرد في فونديه في أبريل 1793. أثبت الفيلق الألماني عدم جدواه في المعركة لأن العديد من الجنود غيرو ولائهم، ووجد الضباط، بمن فيهم أوجرو وفرانسوا مارسيا، أنفسهم في السجن. بعد الإفرج عنه، خدم لفترة وجيزة في فرقة فرسان الحادية عشرة قبل أن يخدم كمسؤول أسلحة وضابط معاون للجنرال جان أنطوان روسينيول. ثم عُين لتدريب المجندين للجنرال جان أنطوان ماربوت في تولوز. أحب ماربوت عمله، وسرعان ما أصبح أوجرو صديقًا حميمًا لعائلة ماربوت.
ليس واضحًا متى، أو ما إذا تلقى أوجرو ترقية إلى جنرال لواء، لكنه انتقل إلى جيش البرانس الشرقي، ورُقي إلى جنرال فرقة في 23 ديسمبر 1793. عندما أصبح جاك فرانسوا دوغومييه قائدًا في يناير 1794، أُعيد  تنظيم الجيش بالكامل. أصبح أوجرو قائد فرقة ولعب دورًا مهمًا في معركة بولو في الفترة من 29 أبريل إلى 1 مايو، فقد استدرجت هجماته المخادعة الجيش الإسباني بقيادة لويس فيرمين دي لا يونيون إلى موقع زائف. بعد النصر في بولو، تقدم الجيش مسافة قصيرة إلى إسبانيا، بقيادة أوجرو للجناح الأيمن. في معركة سان لورينزو دي لا موغا في 13 أغسطس، صد بمهارة هجمات 20,000 إسباني مع قواته الفرنسية البالغ عددها 10,000 جندي. في 17 نوفمبر، شن دوغومييه هجومًا كبيرًا ضد الإسبان في معركة الجبل الأسود. في اليوم الأول، سحق هجوم أوجرو الجناح الأيسر الإسباني، في حين لم تنجح الهجمات الفرنسية الأخرى. قُتل دوغومييه في اليوم الثاني، لكن بعد توقف ليوم واحد، استُئنف التقدم ودُحر الأسبان.
بعد أن أنهى صلح بازل حرب جبال البرانس في يوليو 1795، نُقل أوجرو وفرقته إلى جيش إيطاليا. في 23 نوفمبر 1795، حارب أوجرو في معركة لوانو ضد هابسبورغ النمسا والبييمونتيين. أثناء القتال، هاجمت قواته على الطرف الأيمن بالقرب من الساحل، بينما اخترقت فرقة أندريه ماسينا مركز الحلفاء. في أبريل التالي، بدأ ارتباطه الوثيق بنابليون بونابرت عندما تولى بونابرت قيادة الجيش وشن حملة مونتينوتي. خاض أوجرو معركة ميليسيمو في 13 أبريل 1796، وقبِل استسلام قلعة كوسيريا في صباح اليوم التالي. قاد قواته في معركة سيفا في 16 أبريل. خدم في حملة لودي في أوائل شهر مايو وخاض في معركة بورغيتو في 30 مايو.  
ولكن قدم  أوجرو خدماته الأكثر شهرة في معركة كاستيليوني في 5 أغسطس 1796. وصفه الجنرال ماربوت في مذكراته بأنه كان  يشجع حتى بونابرت نفسه في الوضع المضطرب الذي ساد قبل تلك المعركة، رغم أن ماربوت قد لا يكون المصدر الأكثر موثوقية، لأنه لم يشهد هذه الأحداث مباشرةً وبسبب تعاطفه الصريح مع أوجرو. على أي حال، كان تفوق بونابرت  كخبير إستراتيجي بلا شك هو الذي جعل النصر في كاستيليوني ممكنًا. في 3 أغسطس، عندما تغلب بونابرت على الفيلق النمساوي بقيادة بيتر كواسدانوفيتش، صد أوجرو الجيش النمساوي الرئيسي بقيادة داغوبرت سيغموند فون فورمرز. هاجم مع 11,000 رجل لواء أنطون ليبثاي وأعاده إلى القوة الرئيسية النمساوية. بحلول نهاية ذلك اليوم، واجه أوجرو 20,000 نمساوي. كلف القتال النمساويين نحو 1000 ضحية، كانت الخسائر الفرنسية فادحة أيضًا وشملت مقتل جنرال اللواء مارسيال بيروند. سمحت جبهة أوجرو القتالية المقدام لبونابرت بالقضاء على كواسدلنوفيتش، ثم حشد قوته الرئيسية للتغلب على فورمزر في كاستيليوني بعد يومين.
بعد فترة وجيزة من كاستيليوني، لخص بونابرت باقتضاب الصفات العسكرية لأوجرو: «لديه الكثير من الميزات والشجاعة والحزم والنشاط؛ وهو معتاد على الحرب؛ ويجبه الجنود كثيرًا؛ ومحظوظ في عملياته.»
أُرسل بونابرت أوجرو عام 1797  إلى باريس لتشجيع المدراء اليعاقبة. أجبر أوجرو والقوات التابعة له «المعتدلين» في المجالس على القيام بانقلاب 18 فروكتيدور (4 سبتمبر 1797).  وأُرسل بعد ذلك لقيادة القوات الفرنسية في ألمانيا.
شارك أوجرو بدور ثانوي في انقلاب برومير (نوفمبر 1799)، ولم يميز نفسه في حملة رينيش التي تلت ذلك. ومع ذلك، بسبب انضمامه النهائي إلى مرتزقة بونابرت، تلقى عصا المارشال عند بداية الإمبراطورية الفرنسية الأولى في 19 مايو 1804.